# Resolutie 1540 Veiligheidsraad Verenigde Naties
Resolutie 1540 van de Veiligheidsraad van de Verenigde Naties werd unaniem door de VN-Veiligheidsraad aangenomen op 28 april 2004. De resolutie verbood steun aan niet-landen bij het verwerven van massavernietigingswapens en richtte een comité op om hierop toe te zien.

## Inhoud

### Waarnemingen
De proliferatie van nucleaire, chemische en biologische wapens, alsook de raketten en dergelijke om ze in te zetten, waren een bedreiging van de internationale vrede en veiligheid. De Raad steunde ook multilaterale verdragen tegen deze wapens.
Het voorkomen van deze proliferatie mocht de internationale technologische samenwerking voor vreedzame doeleinden echter niet in de weg staan. Die vreedzame doeleinden mochten dan weer niet gebruikt worden om proliferatie te verbergen.
Men was ook bezorgd over terrorisme en de mogelijkheid van niet-landen om aan nucleaire, chemische of biologische wapens te geraken, alsook de illegale handel in dergelijke wapens.
De meeste landen waren al gebonden aan verdragen tegen de proliferatie van deze wapens. Er waren echter bijkomende maatregelen nodig.

### Handelingen
De Veiligheidsraad besloot dat geen land een niet-land mocht steunen bij het bekomen, bouwen, ontwikkelen, verplaatsen of gebruiken van nucleaire, chemische en biologische wapens. Ook moesten ze de nodige nationale wetgeving inbouwen om dit te verbieden, en vooral voor terreurdoeleinden. Verder moesten ze de nodige maatregelen nemen om deze in hun eigen bezit te beveiligen en tegen de illegale handel erin.
Voorts werd, voor een periode van twee jaar, een comité opgericht dat moest rapporteren over de uitvoering van deze resolutie. De landen werden opgeroepen binnen de 6 maanden aan het comité te rapporteren over de stappen die zij hiervoor zetten. Ze werden ook opgeroepen multilaterale verdragen ter zake te promoten, nationale regels op te stellen en de betrokken industrie en het publiek voor te lichten.

## Verwante resoluties
- Resolutie 1673 Veiligheidsraad Verenigde Naties (2006)
- Resolutie 1810 Veiligheidsraad Verenigde Naties (2008)